# NGC 109
NGC 109 este o galaxie spirală situată în constelația Andromeda. A fost descoperită în 8 octombrie 1861 de către Heinrich d'Arrest.